# Shiva Tafari Nagasawa
Shiva Tafari Nagasawa (japanisch 長澤 シヴァ タファリ Nagasawa Shiva Tafari; * 12. Dezember 2001) ist ein japanischer Fußballspieler.

## Karriere
Shiva Tafari Nagasawa erlernte das Fußballspielen in der Jugend des Tōkyō Musashino United FC sowie in der Universitätsmannschaft der Kanto-Gakuin-Universität. Die Saison 2023 wurde er von der Universität an den Erstligisten Sagan Tosu ausgeliehen. Sein Erstligadebüt für den Verein aus Tosu gab Nagasawa er am 9. April 2023 (7. Spieltag) im Auswärtsspiel gegen Sanfrecce Hiroshima. Bei der 1:0-Niederlage stand er in der Startelf und wurde nach der Halbzeitpause gegen Wataru Harada ausgewechselt. 2023 bestritt er ein Ligaspiel und zwei Ligapokalspiele. Nach der Ausleihe wurde er von Sagan Tosu am 1. Februar 2024 fest unter Vertrag genommen. Nach zwei Ligaspielen wechselte er im Juli 2024 bis Saisonende 2024 auf Leihbasis zum Zweitligisten Mito Hollyhock. Für den Verein aus Mito bestritt er 17 Zweitligaspiele. Nach der Ausleihe kehrte er im Januar 2025 zu dem mittlerweile in die zweite Liga abgestiegenen Sagan Tosu zurück.